# Pardon My Berth Marks
Pardon My Berth Marks est un film américain avec Buster Keaton, réalisé par Jules White et sorti en 1940.

## Fiche technique
- Réalisation  : Jules White
- Scénario : Clyde Bruckman
- Date de sortie : 22 mars 1940

## Distribution
- Buster Keaton
- Dorothy Appleby
- Richard Fiske
- Vernon Dent